# James Clay
James Arthur Clay (... – Coventry, 7 settembre 1963) è stato un cestista e allenatore di pallacanestro britannico.

## Carriera
Ha guidato la Gran Bretagna ai Giochi olimpici del 1948 a Londra.